# Хрещатик, 13-17
Житлові будинки № 13 і 17 — житловий комплекс на Хрещатику в Києві, зведений у стилі радянського ретроспективізму з елементами українського бароко.
Рішенням виконавчого комітету Київської міськради народних депутатів № 49 від 21 січня 1986 року
будинки № 13 і 17 внесені до реєстру пам'яток архітектури (охоронні номери 161 і 162).

## Історія ділянки

Будинок № 13/2 (ліворуч) і 17 (праворуч)

Комплекс розташований на садибах, які первісно мали номери 21, 23 і 25. Станом на 1882 рік ділянка № 21 належала доктору Фрідріху Мерінгу, згодом продана банку. Власниками сусідньої ділянки були Миколай Попов, Єлизавета Попова й О. Баскаков. Ділянкою № 25 володів Мартин Штифлер і його син Альфред, який продав її страховому товариству.
У вересні 1941 року середмістя підірвали радянські диверсанти. Хрещатик до кінця 1940-х лежав у руїнах. Перед архітекторами поставили завдання забудувати найважливішу магістраль Києва. Її реконструкція розпочалась з будинків № 13 і 17, які звели у 1948—1951 роках за проєктом Олександра Власова, Анатолія Добровольського, Бориса Приймака, Олександра Малиновського. 1953 року спорудили житлові будинки № 23 і 27 і будівлю Міністерства лісового господарства УРСР (№ 30), 1954 року — будинок № 25 і, нарешті,1958 року завершили головпоштампт (№ 22).
У будинку № 17 мешкав головний архітектор Києва Анатолій Добровольський. Про це нагадує бронзова меморіальна дошка, встановлена на колоні з боку Пасажу.

## Архітектура

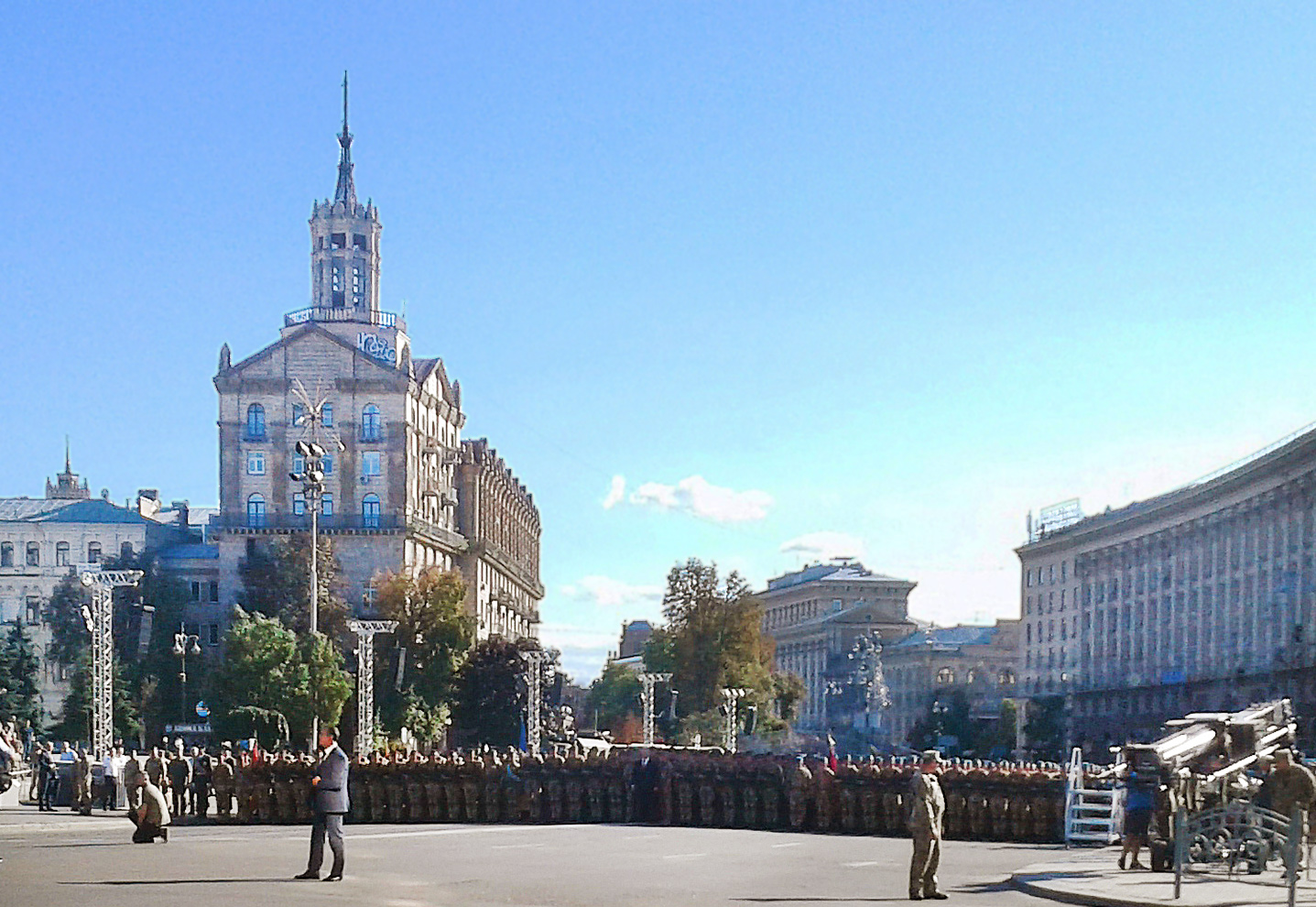
Будинок № 13/2 (зі шпилем) з боку Майдану Незалежності. Репетиція параду на День Незалежності (2018)

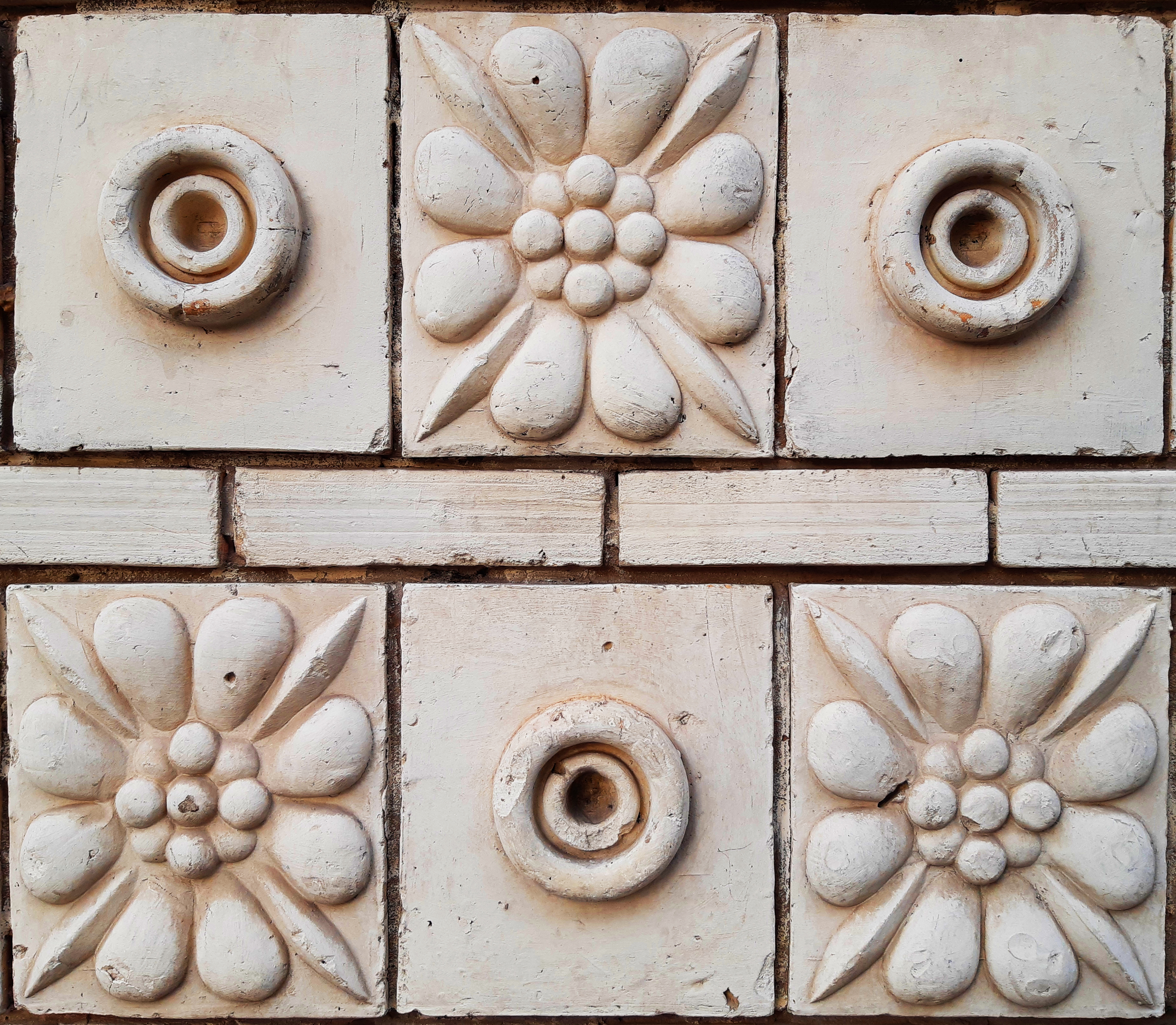
Керамічна рельєфна плитка (№ 17)

Будинку зі шпилем (№ 13/2) відводилась роль лаштунків панорами майдану, перспектива якого мала завершуватися висотним будинком (тепер — готель «Україна»). Водночас у професійних часописах звертали увагу на ліву частину вулиці, що тягнеться до сучасної Європейської площі. Архітектори наголошували на необхідності чіткого і суворого вирішення в одному стилі забудови і благоустрою цієї ділянки. Однак у наслідок розпочатої в 1955 році боротьби з надмірностями в архітектурі проєкт не реалізували. Готель на майдані залишився без вежі, а будинок № 7/11, який мав стати «близнюком» будинку № 13, реалізували у спрощеному стилі.
Комплекс будинків зведено обабіч Пасажу. Перед входом до нього утворений глибокий курдонер з проїздом. Будинок разом із Пасажем становить єдиний архітектурний комплекс.
Будівлі зведені із цегли. Мають вальмові дахи із червоної черепиці, залізобетонні або армокерамічні перекриття. На фасадах — світла керамічна рельєфна плитка. Будівля оздоблена також сірим гранітом.
Фасади оформлені у стилі ретроспективізму з елементами українського бароко. В оздобленні вбачають також іспанські мотиви.
Одразу після спорудження комплекс піддали критиці. Як недолік називали перевантаження архітектури зайвим декором і механічне сполучення різних стилів. Масивний граніт нижньої частини дисонує з керамічними стінами будинку верхніх ярусів. Від цього псується загальне враження від архітектури комплексу.

### Будинок зі шпилем №13/2
Наріжний будинок № 13/2 з вежою і шпилем, за задумом архітекторів, мав підкреслювати напрям центральної магістралі і спрямовувати до затишної вулиці Архітектора Городецького.
Складається з восьми- й семиповерхового об'ємів. Наріжжя акцентовано трикутними фронтонами, обелісками й увінчана шпилем. Нижня частина підкреслена арковими вікнами. Тут містилась перукарня.
Будівля горизонтально розчленована на кілька ярусів. Нижній ярус з боку Хрещатика — торговельні приміщення з великими вітринами — оздоблено гранітом. Другий ярус на рівні другого–п'ятого поверхів завершений карнизом з довгим по периметру балконом.
Верхній ярус прикрашений тричвертєвими колонами з облицюванням з орнаментальних керамічних кахлів. Вони увінчуються керамічними шишками. Горищні вікна прикрасили фігурними фронтонами у стилі українського бароко.

### Будинок №17

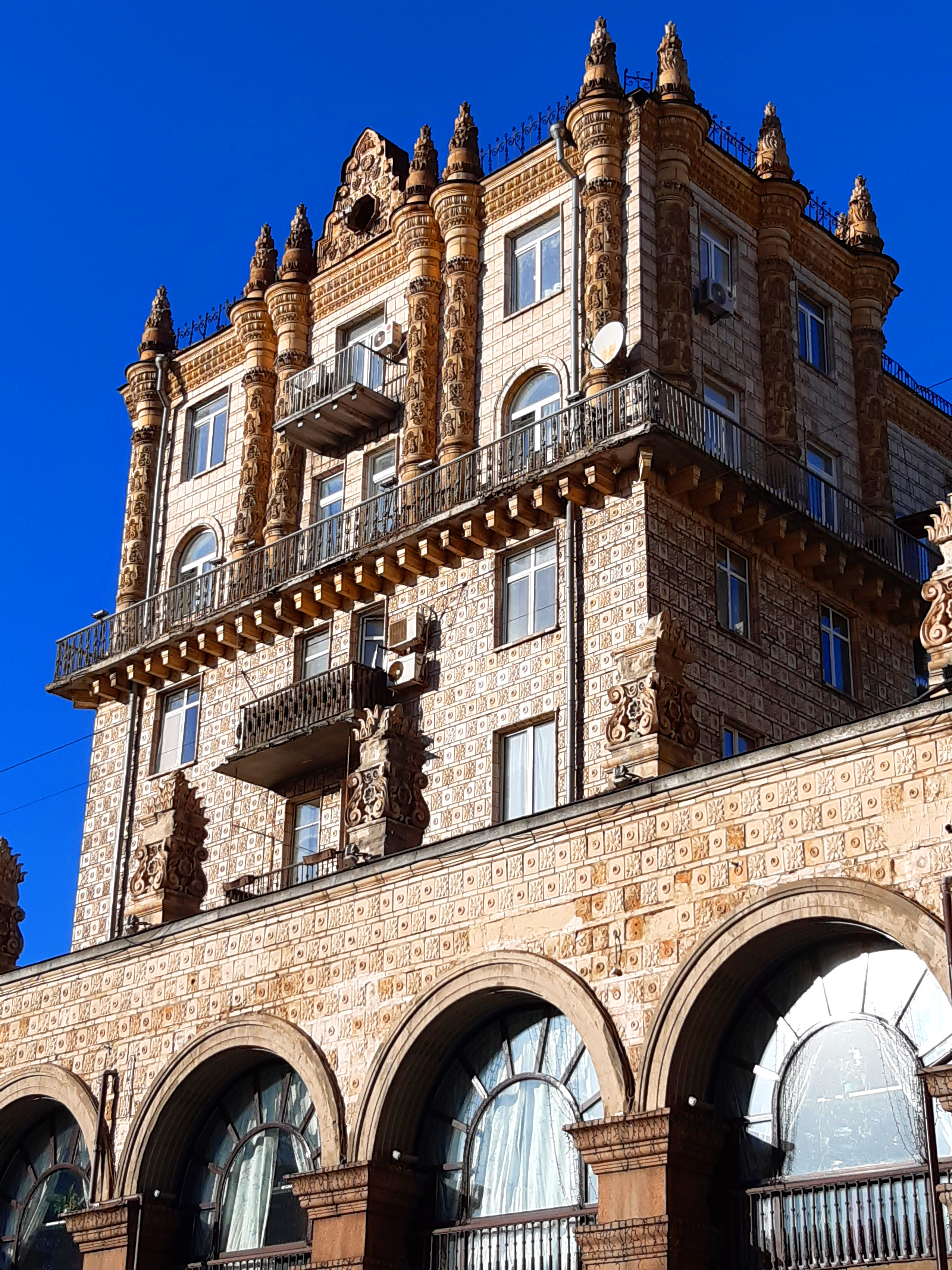
Будинок № 17 з боку метро «Хрещатик»

Будинок № 17 коротший. Споруда виділяється з-поміж забудови реконструйованого після Німецько-радянської війни Хрещатика виразним силуетом й архітектурним необароковим декором. Зокрема бароковим фронтоном прикрашені горищні вікна.
Будівля так само, як і № 13/2, розчленована на кілька ярусів. Торговельний ярус оздоблений гранітом. Другий ярус завершений карнизом з довгим по периметру балконом. На верхньому ярусі — тричвертєві колони з орнаментальними кахлями.
Після обвалу порталу Київського головпоштамту в серпні 1989 року міська влада наказала демонтувати аркову лоджію з боку метро «Хрещатик».

### Курдонер
Між будинками розпланований курдонер. Шестиповерхову конструкцію з арковим проїздом прибудували до Пасажу, неокласичної будівлі початку XX століття. Торці споруд добудовані двоярусними арковими лоджіями, призначеними для літніх кав'ярень.

## Галерея

Панорама
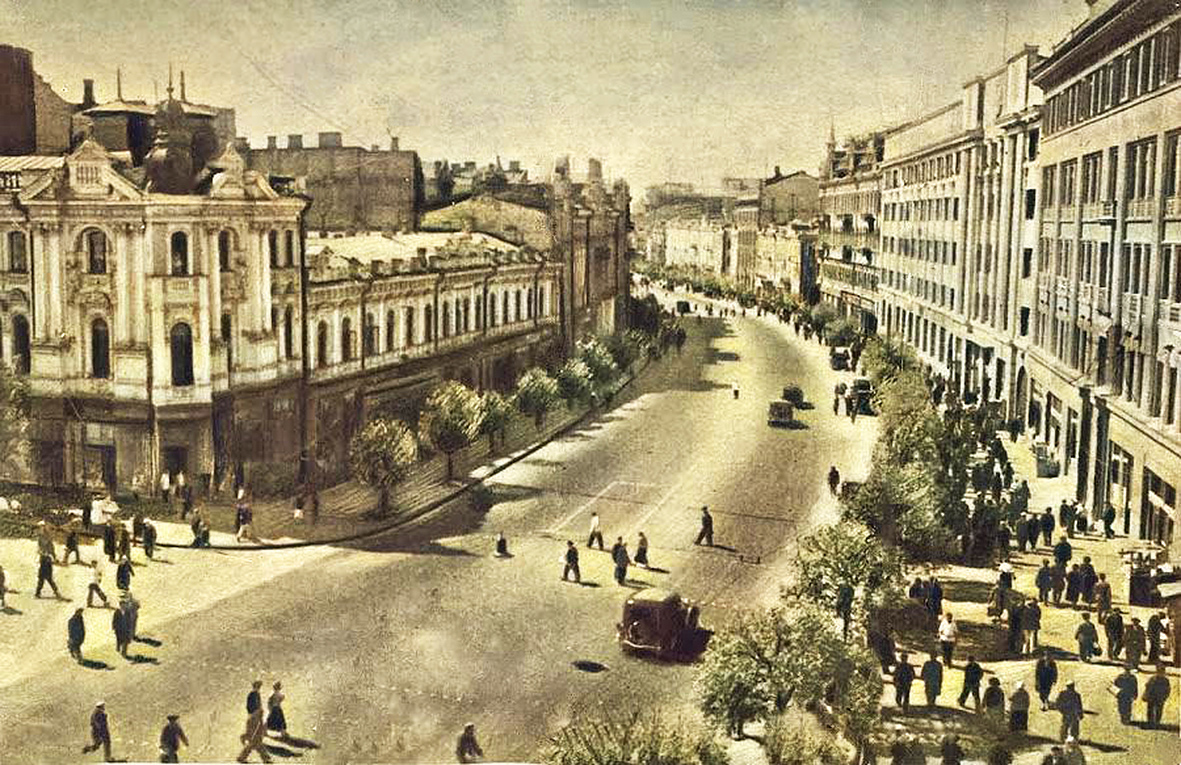
Краєвид 1938 року: будинки зі старою нумерацією 21, 23 і 25 (ліворуч)
Краєвид 2019 року: будинок № 13/2 (ліворуч)

Декор
Комплекс будинків № 13/2 (зі шпилем) і 17
Іспанський мотив. Курдонер перед входом з аркою до Пасажу
Українське необароко. Горищні вікна будинку № 17 із бароковими фронтонами